# Musik i 1981

## Begivenheder

### Januar
- Kim Wilde debuterer og slår igennem med hittet "Kids in America".
- Det amerikanske heavy metal-band Mötley Crüe bliver dannet.[1].
- 24 januar - Aerosmith forsanger Steven Tyler bliver såret i et motorcykelstyrt, og han er indlagt i to måneder.

### Februar
- 9. februar – Phil Collins udgiver hans første solo album (men forlader ikke Genesis før i 1995).
- 14. februar - Billy Idol forlader bandet Generation X for at begynde en solokarriere.

### Marts
- 27. marts - Ozzy Osbourne bider hovedet af en due ved en CBS-pladeselskabs indsamling i Los Angeles[2].

### April
- 4. april sang Debbie Cameron & Tommy Seebach sangen Krøller eller ej ved Eurovision Song Contest 1981
- 4. april – Den britiske popgruppe Bucks Fizz vinder Eurovision Song Contest, afholdt på RDS Simmonscourt Pavilion, Dublin, med sangen "Making Your Mind Up".
- 11. april – Van Halens leadguitarist Eddie Van Halen gifter sig med skuespillerinden Valerie Bertinelli.
- 27. april – Ringo Starr og Barbara Bach bliver gift i London.

### Juni
- 19 juni – den 13-årig Céline Dion debuterer i et lokalt talkshow i Montréal, Michel Jasmin Show, i forbindelse med hendes første single Ce n'était qu'un rêve[3]

## Årets album

### A – G
- 10 cc – Ten out of 10
- ABBA – The Visitors
- AC/DC – For Those About to Rock (We Salute You)
- The Adolescents – The Adolescents (debut)
- Hasse Andersson & Kvinnaböske Band - Annat Var Det Förr
- Elisabeth Andreasson – Angel of the Morning[4]
- Aerosmith – Greatest Hits
- Bad Religion – Bad Religion (EP)
- Bamses Venner - Spor 8
- Agneta Baumann – I Am an Illusion (debut)
- The Beach Boys – Ten Years Of Harmony (1970–1980)
- The Beat – Wha'ppen?
- Black Sabbath – Mob Rules
- Blue Öyster Cult – Fire of Unknown Origin
- The Buggles – The Age of Plastic
- Caramba – Caramba
- Phil Collins – Face Value
- Crass – Penis Envy
- Kikki Danielsson – Just Like a Woman
- Dead Kennedys – Plastic Surgery Disaster
- Def Leppard – High 'N' Dry
- Depeche Mode – Speak and Spell (debut)
- The Descendents – Fat (EP)
- Dolenz, Jones, Boyce and Hart – Concert In Japan
- Duran Duran – Duran Duran (debut)
- Bob Dylan – Shot of Love
- Electric Light Orchestra – Time
- Eurythmics – In the Garden
- Agnetha Fältskog & Linda Ulvaeus – Nu tändas tusen juleljus
- The Gap Band – Gap Band Ⅲ
- Art Garfunkel – Scissors Cut
- Genesis – Abacab
- Ebba Grön – Kärlek & Uppror

### H – R
- Hansson de Wolfe United – Existens Maximum
- George Harrison – Somewhere in England
- Heaven 17 – Penthouse and Pavement
- The Human League – Dare
- Iron Maiden – Killers
- Michael Jackson – One Day in Your Life
- Rick James – Street Songs
- Japan – Tin Drum
- Keith Jarrett – Invocations / The Moth and the Flame
- Journey – Escape
- Björn J:son Lindh – Musik
- Judas Priest – Point of Entry
- Kiss – Music from "The Elder"
- Kraftwerk – Computerwelt
- Lakeside – Fantastic Voyage
- Kim Larsen - Jungle Dreams
- Lustans Lakejer – Uppdrag i Genève
- Meat Loaf – Dead Ringer
- Eddie Meduza – Gasen i botten
- Mötley Crüe – Too Fast for Love
- New Order – Movement
- Gary Numan – Dance
- Ozzy Osbourne – Blizzard of Ozz (debut)
- Ozzy Osbourne – Diary of a Madman
- The Police – Ghost in the Machine
- Queen – Greatest Hits
- Roger – Many Facets of Roger
- The Rolling Stones – Tattoo You
- Todd Rundgren – Healing
- Tv·2 – Fantastiske Toyota
- Rush – Exit...Stage Left
- Rush – Moving Pictures

### S – Ö
- Neil Sedaka – Now
- Tommy Seebach - Love On The Line
- The Selecter – Celebrate the Bullet
- Simple Minds – Sons and Fascination
- Soft Cell – Non-stop Erotic Cabaret
- Spandau Ballet – Journeys to Glory (debut)
- Ringo Starr – Stop and Smell the Roses
- Status Quo – Never Too Late
- Jim Steinman – Bad for Good
- Styx – Paradise Theater
- Peter Tosh – Wanted Dread and Alive
- Magnus Uggla – Godkänd pirat
- Ultravox – Rage in Eden
- U2 – October
- Bunny Wailer – Bunny Wailer Sings The Wailers
- Bunny Wailer – Rock 'n' Groove
- Bunny Wailer – Tribute
- Van Halen – Fair Warning
- Venom – Welcome to Hell (debut)
- Kim Wilde – Kim Wilde (debut)
- Third World – Rock the World
- Yes – Classic Yes
- Neil Young – Re-ac-tor
- Frank Zappa – You are What You is
- ZZ Top – El Loco

## Født
- 12. januar – Thomas Hulenvik, svenske komponister.
- 31. januar – Justin Timberlake, amerikansk popsanger.
- 11. februar – Kelly Rowland, amerikansk sanger, medlem af Destinys Child .
- 17. februar – Paris Hilton, amerikansk arving, skuespiller, sanger og fotomodel.
- 1. april – Hannah Spearritt, britisk musiker og skuespiller.
- 10. april – Liz McClarnon, britisk sanger.
- 27. April – Fabrizio Faniello, maltesisk sanger.
- 26. maj – Erik Ljung, svensk musiker og sangskriver.
- 30. maj – Devendra Banhart, amerikansk musiker.
- 15. juni – Billy Martin, amerikansk musiker.
- 21. juni – Brandon Flowers, amerikansk musiker, forsanger i The Killers .
- 30. juni – Andrew Knowles, britisk musiker og kunstner.
- 9. juli – Klas Landahl, svenske kunstner, billedhugger, musiker og forfatter.
- 8. august – Bradley McIntosh, Britisk musiker.
- 4. september – Beyoncé Knowles, amerikansk sanger.
- 21. September – Nicole Richie, amerikansk skuespiller og sanger.
- 1. oktober – Jamelia, britiske R & B -sångare.
- 9. oktober – Andrea Tarrodi, svenske komponister.
- 2. december – Britney Spears, amerikansk sanger og skuespiller.

## Dødsfald
- 9. januar – Kazimierz Serocki, 58, en polsk komponist.
- 23. januar – Samuel Barber, 70, amerikansk komponist.
- 9. februar – Bill Haley, 55, amerikansk rock and roll musiker[5]
- 15. februar – Michael Bloomfield, 37, amerikansk guitarist.
- 18. februar – Gösta "Snoddas" Nordgren, 54, svenske sanger og bandyspiller.[5]
- 9. april – Eric Gustafsson, 83, svensk skuespiller og sanger.
- 12. april – Tor Bergstrom, 80, svensk sangskriver, forfatter og komponist.
- 11. maj – Bob Marley, 36, jamaicansk sanger og sangskriver.[5]
- 25. maj – Rosa Ponselle, 84, amerikansk operasanger ( sopran ).
- 21. juni – Gunnar Ek, 81, svenske komponist, organist og cellist.
- 23. juni – Zarah Leander, 74, svensk sanger og skuespiller[5]
- 13. juli – Karl Kinch, 88, svensk skuespiller, teaterleder, direktører og operettesanger ( tenor ).[5]
- 3. august – Seymour Österwall, 73, svensk jazzmusiker (tenorsaxofon), orkesterleder og komponist[5]
- 14. juni – Karl Böhm, 86, østtyske leder[5]
- 12. oktober – Yngve Westerberg, 75, svenske komponist.
- 14. oktober – Ingemar Liljefors, 74, svenske komponist og pianist.
- 29. oktober – Georges Brassens, 60, fransk sanger.
- 30. September – Sigrid Taube, 93, svensk pianist og komponist.
- 3. november – Verner Karlsson, 75, svensk musiker.
- 5. november – Friedrich Mehler, 84, svensk komponist[5]
- 17. november – Jonas Olsson, 95, svensk musiker.
- 26 November – Hans Theselius, 62, svensk musiker.
- 27. november – Lotte Lenya, 83, østrigsk-amerikansk sanger og skuespiller[5]
- 27. december – Hoagy Carmichael, 82, amerikansk komponist og tekstforfattere[5]